# IEAK
Internet Explorer Administration Kit (IEAK) – narzędzie Microsoft dla Internet Explorer pozwalające organizacjom wdrożyć specjalnie dla nich przygotowanych wersji IE. IEAK służy głównie administratorom sieci opartych na rozwiązaniach Microsoft.
Dotychczasowe wersje:
- Internet Explorer Administration Kit 8 dla Internet Explorer 8
- Internet Explorer Administration Kit 7 dla Internet Explorer 7
- Internet Explorer Administration Kit 6 i 6 SP1 dla Internet Explorer 6 i 6 SP1
- Internet Explorer Administration Kit 5 i 5.5 dla Internet Explorer 5 i 5.5
- Internet Explorer Administration Kit 4 dla Internet Explorer 4
- IEAK dla Internet Explorer 3[1]

## IEAK 8
IEAK dla Internet Explorer 8 może być używany przez organizacje i firmy do ujednolicania właściwości przeglądarki – zmiany ustawień, dołączania dodatków, zmiany tytułu paska przeglądarki czy do zarządzania dystrybucją oprogramowania.